# Моторджии
„Моторджии“ (на английски: The Bikeriders) е американска криминална драма от 2023 г. на режисьора Джеф Никълс по негов сценарий, в която участват Джоди Комър, Остин Бътлър, Том Харди, Майкъл Шанън, Марк Фейст и Норман Рийдъс. Филмът е вдъхновен от фотокнигата, направена от Дани Лайън. Премиерата на филма се състои на 50-ия филмов фестивал „Телюрайд“ на 31 август 2023 г. и излиза по кината в Съединените щати на 21 юни 2024 г.